# Rothville (Misuri)
Rothville es una villa ubicada en el condado de Chariton, Misuri, Estados Unidos. Según el censo de 2020, tiene una población de 63 habitantes.

## Geografía
La localidad está ubicada en las coordenadas 39°39′17″N 93°3′40″O / 39.65472, -93.06111. Según la Oficina del Censo de los Estados Unidos, Rothville tiene una superficie de 0.51 km² de tierra y 0.0003 km² de agua.

## Demografía
Según el censo de 2020, hay 63 personas residiendo en Rothville. La densidad de población es de 123.53 hab./km². El 90.5% de los habitantes son blancos, el 1.6% son de otras razas y el 7.9% son de una mezcla de razas. Del total de la población, el 4.8% son hispanos o latinos de cualquier raza.